# Komenda Rejonu Uzupełnień Grodno

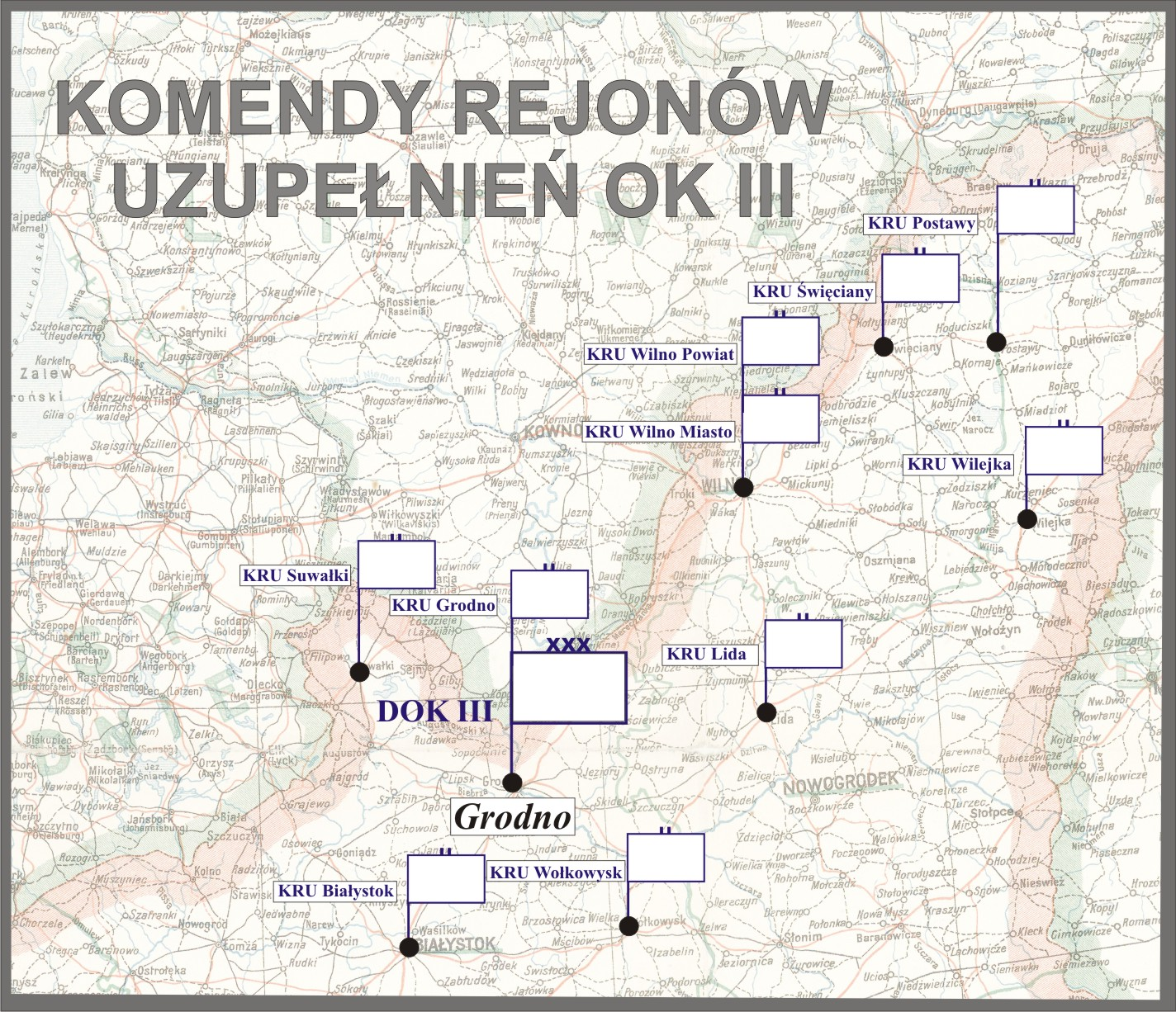
Komendy rejonów uzupełnień DOK III

Komenda Rejonu Uzupełnień Grodno (KRU Grodno) – organ wojskowy właściwy w sprawach uzupełnień Sił Zbrojnych II Rzeczypospolitej i administracji rezerw w powierzonym mu rejonie.

## Historia komendy
Z dniem 1 czerwca 1922 roku została zlikwidowana gospoda inwalidzka przy PKU Grodno. W tym czasie komenda w dalszym ciągu pozostawała na obszarze podporządkowanym Dowództwu 2 Armii.
18 listopada 1924 roku weszła w życie ustawa z dnia 23 maja 1924 roku o powszechnym obowiązku służby wojskowej, a 15 kwietnia 1925 roku rozporządzenie wykonawcze ministra spraw wojskowych do tejże ustawy, wydane 21 marca tego roku wspólnie z ministrami: spraw wewnętrznych, zagranicznych, sprawiedliwości, skarbu, kolei, wyznań religijnych i oświecenia publicznego, rolnictwa i dóbr państwowych oraz przemysłu i handlu. Wydanie obu aktów prawnych wiązało się z przejęciem przez władze cywilne (administracji I instancji) większości zadań związanych z przygotowaniem i przeprowadzeniem poboru. Przekazanie większości zadań władzom cywilnym umożliwiło organom służby poborowej zajęcie się wyłącznie racjonalnym rozdziałem rekruta oraz ewidencją i administracją rezerw. Do tych zadań dostosowana została organizacja wewnętrzna powiatowych komend uzupełnień i ich składy osobowe. Poszczególne komendy różniły się między sobą składem osobowym w zależności od wielkości administrowanego terenu.
Zadania i nowa organizacja PKU określone zostały w wydanej 27 maja 1925 roku instrukcji organizacyjnej służby poborowej na stopie pokojowej. W skład PKU Grodno wchodziły dwa referaty: I) referat administracji rezerw i II) referat poborowy. Nowa organizacja i obsada służby poborowej na stopie pokojowej według stanów osobowych L. O. I. Szt. Gen. 3477/Org. 25 została ogłoszona 4 lutego 1926 roku. Z tą chwilą zniesione zostały stanowiska oficerów ewidencyjnych.
12 marca 1926 roku została ogłoszona obsada personalna Przysposobienia Wojskowego, zatwierdzona rozkazem Dep. I L. 6000/26 przez pełniącego obowiązki szefa Sztabu Generalnego gen. dyw. Edmunda Kesslera, w imieniu ministra spraw wojskowych. Zgodnie z nową organizacją pokojową Przysposobienia Wojskowego zostały zlikwidowane stanowiska oficerów instrukcyjnych przy PKU, a w ich miejsce utworzone rozkazem Oddz. I Szt. Gen. L. 7600/Org. 25 stanowiska oficerów przysposobienia wojskowego w pułkach piechoty.
Od 1926 roku, obok ustawy o powszechnym obowiązku służby wojskowej i rozporządzeń wykonawczych do niej, działalność PKU Grodno normowała „Tymczasowa instrukcja służbowa dla PKU”, wprowadzona do użytku rozkazem MSWojsk. Dep. Piech. L. 100/26 Pob.
Z dniem 1 października 1927 roku w skład PKU Grodno został włączony powiat sokólski po zlikwidowanej PKU Augustów w Sokółce, a wyłączony powiat wołkowyski dla nowo powstałej PKU Wołkowysk.
W marcu 1930 roku PKU Grodno była nadal podporządkowana Dowództwu Okręgu Korpusu Nr III w Grodnie i administrowała powiatami: grodzieńskim i sokólskim. W grudniu tego roku komenda posiadała skład osobowy typ I.
31 lipca 1931 roku gen. dyw. Kazimierz Fabrycy, w zastępstwie ministra spraw wojskowych, rozkazem B. Og. Org. 4031 Org. wprowadził zmiany w organizacji służby poborowej na stopie pokojowej. Zmiany te polegały między innymi na zamianie stanowisk oficerów administracji w PKU na stanowiska oficerów broni (piechoty) oraz zmniejszeniu składu osobowego PKU typ I–IV o jednego oficera i zwiększeniu o jednego urzędnika II kategorii. Liczba szeregowych zawodowych i niezawodowych oraz urzędników III kategorii i niższych funkcjonariuszy pozostała bez zmian.
1 lipca 1938 roku weszła w życie nowa organizacja służby uzupełnień, zgodnie z którą dotychczasowa PKU Grodno została przemianowana na Komendę Rejonu Uzupełnień Grodno przy czym nazwa ta zaczęła obowiązywać 1 września 1938 roku, z chwilą wejścia w życie ustawy z dnia 9 kwietnia 1938 roku o powszechnym obowiązku wojskowym. Obok wspomnianej ustawy i rozporządzeń wykonawczych do niej, działalność KRU Grodno normowały przepisy służbowe MSWojsk. D.D.O. L. 500/Org. Tjn. Organizacja służby uzupełnień na stopie pokojowej z 13 czerwca 1938 roku. Zgodnie z tymi przepisami komenda rejonu uzupełnień była organem wykonawczym służby uzupełnień .
Komendant rejonu uzupełnień w sprawach dotyczących uzupełnień Sił Zbrojnych i administracji rezerw podlegał bezpośrednio dowódcy Okręgu Korpusu Nr III, który był okręgowym organem kierowniczym służby uzupełnień. Rejon uzupełnień nie uległ zmianie i nadal obejmował powiaty: grodzieński i sokólski.

## Obsada personalna
Poniżej przedstawiono wykaz oficerów zajmujących stanowisko komendanta Powiatowej Komendy Uzupełnień i komendanta rejonu uzupełnień oraz wykaz osób funkcyjnych (oficerów i urzędników wojskowych) pełniących służbę w PKU i KRU Grodno, z uwzględnieniem najważniejszych zmian organizacyjnych przeprowadzonych w 1926 i 1938 roku.
Komendanci
- ppłk Kazimierz Korn (1920[20] –)
- mjr / ppłk piech. Michał Niedźwiedzki (1923[21][22] – I 1928 → dyspozycja dowódcy OK III[23])
- ppłk piech. Juliusz Siwak (IV[24] – 31 XII 1928 → stan spoczynku[25])
- ppłk piech. Edmund Effert (III 1929[26] – VIII 1931 → komendant PKU Bydgoszcz Powiat[27])
- mjr piech. Benedykt Serafin (VIII 1931[28] → IX 1939[29] → dowódca baonu wartowniczego nr 31)

Obsada pozostałych stanowisk funkcyjnych PKU w latach 1921–1925
- I referent
  - kpt. san. Marian Stanisław Nowicki (1923 – II 1924[31] → PKU Augustów w Sokółce)
  - kpt. piech. Budzimił Żebrowski (II[31] – 1 VI 1924[32] → 41 pp)
  - mjr kanc. Władysław Łobanowski (1924 – III 1925[33] → kierownik Kancelarii Sztabu DOK III)
  - mjr piech. Jan I Kijowski (VII 1925[34] – II 1926 → kierownik I referatu)
- II referent – urzędnik wojsk. XI rangi / por. kanc. Władysław Wach (1923 – II 1926 → kierownik II referatu)
- referent inwalidzki – por. piech. Antoni Małyszko (do I 1923[35] → III referent w Szefostwie Poborowym DOK III)
- oficer instrukcyjny – por. piech. Maksymilian Antoni Kędzierski (1923 – 1924)
- oficer ewidencyjny na powiat grodzieński – urzędnik wojsk. XI rangi / por. kanc. Stanisław Palkij-Grechowicz[a] (1923 – był w 1924 → DOK III)
- oficer ewidencyjny na powiat wołkowyski – por. piech. Stanisław Zabierzowski (22 IX 1923[38] – III 1925[39] → 62 pp)

Obsada pozostałych stanowisk funkcyjnych PKU w latach 1926–1938
- kierownik I referatu administracji rezerw i zastępca komendanta
  - mjr piech. Jan I Kijowski (II 1926 – II 1927 → komendant PKU Starogard[43])
  - kpt. kanc. Stanisław II Jastrzębski[b] (VI 1927[50] – 15 IX 1932[51] → praktyka u płatnika 29 pal)
  - kpt. piech. Władysław Supko (1932[52] – VI 1938 → kierownik I referatu KRU)
- kierownik II referatu poborowego
  - por. kanc. Władysław Wach (II 1926 – IV 1928[53] → kierownik II referatu PKU Kamionka Strumiłowa)
  - kpt. art. Eugeniusz Piotrowski (IV 1928[54] – XII 1929[55] → kierownik II referatu PKU Sosnowiec)
  - kpt. piech. Leopold Niżyński[c] (IX 1930[59] – był w VI 1935)
- referent – por. kanc. Jan Piętkiewicz (od II 1926)

Obsada pozostałych stanowisk funkcyjnych KRU w latach 1938–1939
- kierownik I referatu ewidencji – mjr adm. (piech.) Władysław Supko
- kierownik II referatu uzupełnień – kpt. adm. (piech.) Feliks Merka

Major Supko i kapitan Merka byli więźniami Obozu NKWD w Griazowcu. Major Supko po uwolnieniu został kierownikiem Komisji Poborowej nr 3 w obozie griazowieckim. Do 14 sierpnia 1946 roku był zastępcą komendanta Komendy Uzupełnień Nr 4, a następnie został przeniesiony do Komendy Uzupełnień Nr 3.